# لودفيغ شوارتز
لودفيغ شوارتز (بالروسية: Шварц, Людвиг Эдуардович)‏ (و. 1822 – 1894 م) هو عالم فلك من الإمبراطورية الروسية. ولد في غدانسك.
توفي في تارتو، عن عمر يناهز 72 عاماً.

## التعليم
تعلم في جامعة تارتو.

## مناصب وهيئات
أدار جامعة تارتو.

## جوائز
حصل على جوائز منها:
- ميدالية قسطنطين من الجمعية الجغرافية الروسية  [لغات أخرى]‏.